# Gnome et Rhône AX2
Le Gnome et Rhône AX2 est un side-car du constructeur français Gnome et Rhône construit de 1937 à 1940, principalement pour un usage militaire. En incluant la production sous licence par Terrot, environ 2 700 AX2 ont été produits avant juin 1940.

## Technologie
L'AX2 est un dérivé de la moto avec side tout-terrain Gnome et Rhône XA de 750 cm3 sortie en 1935. Le moteur bicylindre à plat de l'AX2 dérive du moteur de la Gnome et Rhône 750 X, qui donnait à cette moto solo une puissance de 35 ch dès 1935 et une vitesse de pointe de 150 km/h. Le moteur de l'AX2 développe 18,5 ch à 4 000 tr/min. L'AX2 de série reçoit un dispositif déjà testé sur quelques XA : un arbre de transmission transmet la motricité à la roue du side-car pour améliorer significativement les performances en tout-terrain, tout en étant relevé sur route pour faciliter les virages. L'AX2 de série, avec roue motrice sur le side-car, est parfois désignée AX2-RM (RM pour roue motrice).
Le cadre en acier embouti n'a pas de suspension sur la roue arrière, tandis qu'une fourche trapézoïdale amorti les vibrations sur la roue avant ; toutes les roues du véhicule sont interchangeables. Le side-car est fabriqué par Bernardet et sa carrosserie est spécialement conçue pour améliorer les performances tout-terrain et la capacité d'emport de l'AX2.
L'AX2 dispose, selon les sources, d'une charge utile de 360 kg pour un point à vide de 449 kg,.
Une variante de l'AX2 dotée de cinq vitesses (dont une treuil) et d'une marche arrière est produite en petite série en 1939. Elle est adoptée sous le nom de AX5-RM, sa production devait débuter après juin 1940. Enfin, une AX5-RM équipée d'un side-car spécial est testée en mai 1939 pour l'emport (!) d'un canon antichar de 25 mm SA34 pour les escadrons des groupes de reconnaissance motorisés.

## Utilisation

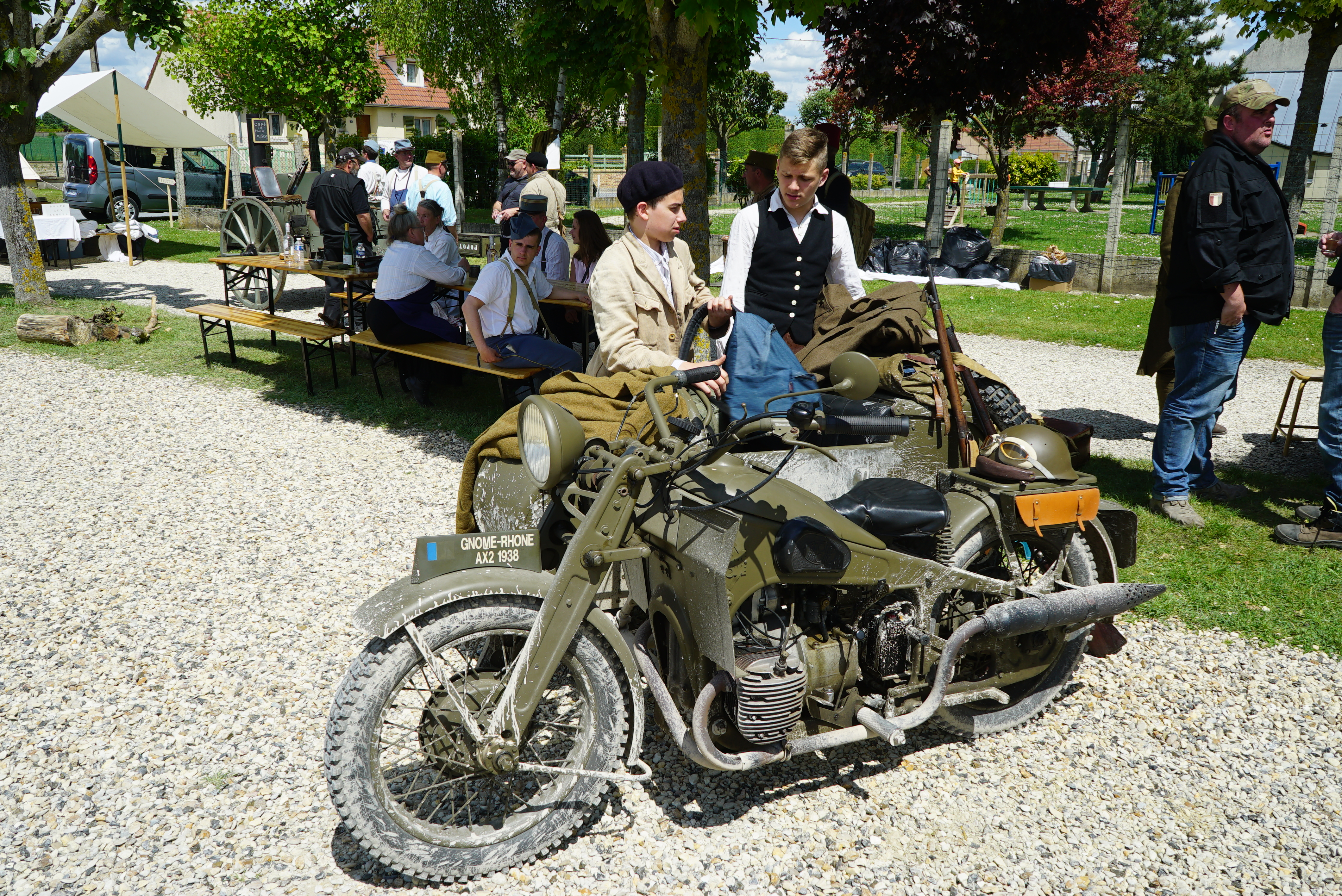
AX2 aux couleurs de l'Armée française de 1940.

Le prototype (roue du side non motrice) est testé par la commission d'expériences du matériel automobile de Vincennes de novembre 1937 à janvier 1938, avec succès : l'AX2 est commandée en grande série à l'automne 1938 par l'Armée française et les premières livraisons ont lieu avant la fin de l'année. L'AX2 démontre son aptitude pratique lors d'un voyage de fiabilité de Paris à Dakar du 2 au 28 décembre 1938.
Avant la Seconde Guerre mondiale, des AX2 sont livrées à la Pologne, à la Tchécoslovaquie et à l'Union soviétique.
Au sein de l'Armée française, l'AX2 est une moto avec side-car type dragons portés destinée à transporter deux cavaliers, certains équipés d'un fusil-mitrailleur modèle 24/29. À la mobilisation, l'usine Terrot, située à Dijon, reçoit la commande de 1 000 AX2 à produire sous licence mais, par manque de maîtrise technique chez Terrot, seuls quelques-uns sont produits en mai-juin 1940. Au total, la production française est estimée à 2 700 exemplaires, de 1938 à 1940.
L'AX2 est livrée en priorité aux escadrons motocyclistes de la cavalerie française, dont ceux de dragons portés proprement dits, puis, dans une moindre mesure, aux sections et compagnies motocyclistes des régiments d'infanterie et des bataillons de chasseurs portés.
La production est relancée au profit de la Wehrmacht qui utilise l'AX2 lors de ses différentes campagnes. Les Allemands demandent un side-car plus petit. Interrompue une nouvelle fois à la Libération, la production de l'AX2 reprend au profit de la Gendarmerie nationale jusqu'en 1946.